# Li Xiaomeng
Li Xiaomeng, nota anche con lo pseudonimo di Liooon (12 maggio 1996), è una videogiocatrice cinese di Hearthstone.
È la prima donna a vincere le Hearthstone Grandmasters Global Finals e a vincere un torneo eSport alla BlizzCon. Il 2 novembre 2019, in rappresentanza della Cina alle Hearthstone Global Finals, ha sconfitto Bloodyface (Brian Eason, in rappresentanza degli Stati Uniti d'America) diventando l'Hearthstone Global Champion, aggiudicandosi un premio di 200.000 dollari. È stata la prima donna a vincere un BlizzCon Global Championship e il primo Hearthstone Global Champion della Cina continentale dall'inizio dei tornei nel 2014.
Il suo nome su Battle.net, VKLiooon, è composto dal nome della sua squadra, VK (Valiant Knighthood), e da una deliberatamente errata ortografia di Lion (leone in italiano), anche se il suo nome cinese è 晓萌, che significa germogliare all'alba.
È laureata in Legge.